# Leptocentrus scutellatus
Leptocentrus scutellatus är en insektsart som beskrevs av William Lucas Distant. Leptocentrus scutellatus ingår i släktet Leptocentrus, och familjen hornstritar. Inga underarter finns listade.